# Delta City
Delta City (en serbe cyrillique : Делта сити ; en serbe latin : Delta siti) est quartier et, surtout, un grand centre commercial situé à Belgrade, la capitale de la Serbie. Situé dans le Blok 67 de la municipalité de Novi Beograd, il appartient à Delta M, une filiale de la Delta Holding.

## Histoire
La construction de Delta City a commencé le 22 mars 2006. Les plans du centre commercial furent dessinés par l'architecte israélien Ami Mur, qui a réalisé plus de 80 projets similaires de par le monde. Le projet a coûté 74 millions d'euros.
Delta City a ouvert ses portes au public le 1er novembre 2007.

## Le centre commercial
Delta City couvre une superficie de 87 000 m2, ce qui en fait, en août 2012, le plus grand centre commercial de ce genre en Serbie. La surface commerciale utile est de 30 000 m2.
Le centre comprend également 15 restaurants et 3 chaînes de restaurants. Ster Cinemas possèdent 8 salles de cinéma. On peut aussi y trouver un bowling, des cafés, des zones de jeu pour les enfants et 130 commerces de détail et un supermarché Super Maxi. Au total, le centre offre plus de 1 700 places de parking[source insuffisante].
Le centre est situé dans le même Blok que le moderne quartier de Belville, également connu sous le nom de « Univerzitetsko selo », le « village universitaire » ; ce quartier, conçu pour accueillir les athlètes participant à l'Universiade d'été de 2009, sert aujourd'hui en partie de campus à l'Université de Belgrade.
 (août 2012).
Malgré sa dimension, Delta City devrait être dépassée par le complexe commercial de la tour Ušće, qui devrait ouvrir ses portes en 2008.